# Nuoto ai XVI Giochi del Mediterraneo - Staffetta 4x100 metri stile libero maschile

## Record
Prima di questa competizione, il record del mondo (WR) e il record dei Giochi del Mediterraneo (GR) erano i seguenti:
|  | 3'08"24 | Stati Uniti Michael Phelps Garrett Weber-Gale Cullen Jones Jason Lezak | 11 agosto 2008 Pechino, Cina   |
|  | 3'20"08 | Francia Alain Bernard Amaury Leveaux Romain Barnier Frédérick Bousquet | 25 giugno 2005 Almería, Spagna |

Durante l'evento sono stati migliorati i seguenti record:
| Data      | Evento | Atleta                                                          | Nazione | Tempo   | Record |
| --------- | ------ | --------------------------------------------------------------- | ------- | ------- | ------ |
| 27 giugno | Finale | Frédérick Bousquet William Meynard Amaury Leveaux Alain Bernard | Francia | 3'12"03 |        |

## Finale
Domenica 28 giugno, ore 18:47 CEST.
Non si sono disputate batterie di qualificazione, in quanto le squadre iscritte erano in numero non superiore a otto.
| Posizione | Corsia | Atleti                                                                                             | Paese   | Tempo   | Note |
| --------- | ------ | -------------------------------------------------------------------------------------------------- | ------- | ------- | ---- |
|           | 3      | Frédérick Bousquet William Meynard Amaury Leveaux Alain Bernard                                    | Francia | 3'12"03 |      |
|           | 2      | Alessandro Calvi Marco Orsi Gianluca Maglia Christian Galenda                                      | Italia  | 3'13"78 |      |
|           | 6      | Ioannis Kalargaris Andreas Zisimos Apostolos Tsagkarakis Aristeidis Grigoriadis                    | Grecia  | 3'19"17 |      |
| 4         | 5      | Alexei Puninski Dominik Straga Mario Delac Ivan Perhat                                             | Croazia | 3'19"92 |      |
| 5         | 1      | Daniel Fernandez Caballero Jose Antonio Alonso Tellez Brenton Cabello Forns Alex Villaecija Garcia | Spagna  | 3'22"34 |      |
| 6         | 8      | Can Anacak Kaan Tayla Goksu Bicer Kemal Arda Gurdal                                                | Turchia | 3'24"76 |      |
| 7         | 4      | Sidni Hoxha Endi Babi Eros Qama Florenc Llanaj                                                     | Albania | 3'40"93 |      |
| 8         | 7      | Makram Fatoul Mahmoud Daaboul Nadim Barakat Georges Fatoul                                         | Libano  | 3'48"18 |      |